# Antoine Pascual
Antoine Pascual (* 3. Dezember 1933 in Oran) ist ein ehemaliger französischer Fußballspieler.

## Karriere
Pascual wurde in der algerischen Stadt Oran geboren und wuchs im damals zu Frankreich gehörenden Algerien auf. Im Kindesalter begann er zunächst mit dem Basketballspielen, ehe er sich 1947 mit 13 Jahren dem Fußballklub AS Marine aus Oran anschloss. Bei diesem erwies er sich als talentierter Abwehrspieler und schaffte schließlich den Sprung in die erste Mannschaft. 1953 musste er den Verein verlassen, um seinen Militärdienst zu leisten, spielte währenddessen aber weiter Fußball. Zu dieser Zeit wurde er von den Talentscouts des französischen Profiklubs Stade Rennes entdeckt und zu einem Probetraining eingeladen. In der Folge unterschrieb er einen Vertrag bei den Westfranzosen und gehörte dort ab 1954 der zweiten Mannschaft an. 
Nach längerer Zugehörigkeit zur Amateurmannschaft von Rennes wurde er am 12. Mai 1957 bei einem 1:1 gegen die AS Saint-Étienne erstmals bei den Profis aufgeboten und erreichte damit im Alter von 23 Jahren sein Erstligadebüt. Allerdings musste er zum Saisonende 1956/57 den Abstieg der Mannschaft in die zweithöchste Spielklasse hinnehmen. Nach dem Abstieg etablierte er sich an der Seite von Jacques Poulain und Yves Boutet als Stammspieler und war 1958 am direkten Wiederaufstieg beteiligt. Daran anschließend wurde die Defensive um Joseph Donnard und André Le Menn verstärkt, wodurch Pascual in der Erstligaspielzeit 1958/59 keinen festen Stammplatz einnahm. 1959 wechselte er zum Zweitligisten SO Montpellier, konnte sich dort jedoch nicht dauerhaft etablieren. Am Ende der Saison 1959/60 beendete er nach 15 Erst- und 40 Zweitligapartien seine Profilaufbahn. Er entschied sich für eine weitere Laufbahn als Trainer und war nach Abschluss der nötigen Diplome für verschiedene Amateurklubs in dieser Funktion aktiv.